# Ludwikowo (Wyszakowo)
Ludwikowo – przysiółek wsi Wyszakowo w Polsce, położony w województwie wielkopolskim, w powiecie średzkim, w gminie Zaniemyśl
.
W latach 1975–1998 przysiółek administracyjnie należał do województwa poznańskiego.